# ماین-تاونوس
ماین-تاونوس (به آلمانی: Main-Taunus-Kreis) یک منطقهٔ روستایی در آلمان است که در دارمشتات واقع شده‌است.

## خصوصیات
ماین-تاونوس ۲۳۷٬۷۳۵ نفر جمعیت دارد.

## خواهرخوانده
شهر استان سالرنو خواهرخواندهٔ ماین-تاونوس هست.